# Muskeldysmorfi

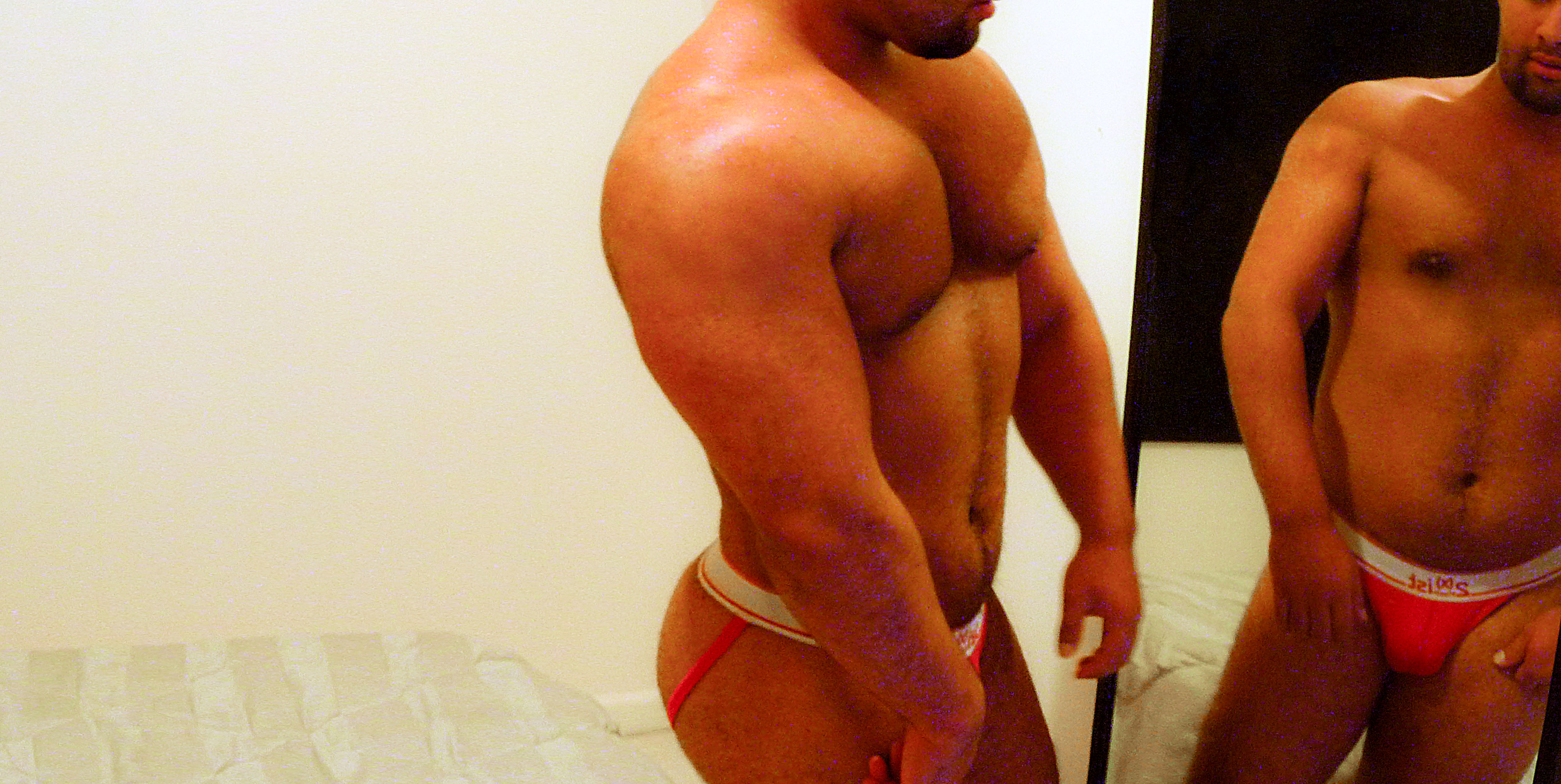
Skildring av kroppsuppfattningen vid muskeldysmorfi. Den muskulösa mannen till vänster betraktar den mindre muskulösa spegelbilden till höger.

Muskeldysmorfi, megarexi eller bigorexi är en psykisk störning som yttrar sig i en patologisk upptagenhet vid sin egen muskelmassa samt uppfattningen att man är mindre muskulös än vad man i själva verket är. Det räknas vanligen som ett slags dysmorfofobi, inbillad fulhet, men kan också betraktas som en variant av tvångssyndrom. Det är också vanligt att uppfatta det som en variant av ätstörningarna. Dock är det inte i strikt mening en vedertagen diagnos.
Muskeldysmorfi verkar vara en förhållandevis ny variant av störd kroppsuppfattning, och igenkändes först i kroppsbyggningskretsar, där det kom att kallas bigorexi. Andelen insjuknanden ökar i västvärlden, och drabbar i synnerhet idrottsmän och då särskilt inom fotboll, brottning och bodybuilding och andra sporter där kroppsstyrkan och kroppsstorleken är avgörande. Dock drabbas också yngre män, som inte elitidrottar, i ökad omfattning. Fenomenet tycks sammanhänga med den större sociala pressen på män att se hälsosamma och attraktiva ut.
Det uppfattas vanligen som en omvänd anorexia nervosa: medan anorektikern uppfattar sin kropp vara större än vad den är, uppfattar den med muskeldysmorfi sig vara mindre och tanigare. Den störda kroppsuppfattningen hos den med muskeldysmorfi leder till skamkänslor inför eller missnöje med sin kropp, vilket yttrar sig i ovilja att exponera den, samt till en överdriven upptagenhet vid träning och diet i syfte att öka muskelmassan. Till symtombilden hör också låg självkänsla, perfektionism, negativ sinnesstämning, och ett kontrollokus på hälsan, jämför ortorexi. Störningen kan leda till att personen tillbringar en så stor andel ledig tid på gymmet att det sociala livet blir lidande, att personen lägger ner stora summor pengar på förment prestationshöjande substanser, och att personen får skadliga matvanor i avsikt att deffa sig och framstå som eller bli mer muskulös.
Muskeldysmorfi sammanhänger med ökad självmordsrisk, samt med ökad förekomst av allt substansmissbruk men i synnerhet av anabola steroider. Det är vanligt med överträning, skador, rubbningar i ämnesomsättningen och hormonsystemet, ångest och depression.